# Maurice Jaquier
 (janvier 2016).
Si vous disposez d'ouvrages ou d'articles de référence ou si vous connaissez des sites web de qualité traitant du thème abordé ici, merci de compléter l'article en donnant les références utiles à sa vérifiabilité et en les liant à la section « Notes et références ».
Maurice Jaquier, né le 28 janvier 1906 dans le 14e arrondissement de Paris et mort le 3 octobre 1976 à Aix-en-Provence,, est un résistant et militant de gauche français.

## Biographie
Fils d'un petit entrepreneur, Maurice Jaquier travaille comme ouvrier dans un atelier appartenant à son père lorsqu'il adhère, en 1921, aux jeunesses communistes. Mais, en désaccord avec la ligne anti-unitaire du PCF de l'époque, finit par adhérer à la SFIO en 1930.
En 1933, il est un des créateurs du courant CSAR (comité socialiste d’action révolutionnaire) qui se situe à l'extrême-gauche du parti socialiste SFIO. 
Licencié pour avoir soutenu une grève dans son entreprise en 1934, il quitte la France pour aller soutenir des mineurs espagnols en grève. Arrêté, il parvient à s'évader puis à regagner la frontière. Reprenant son activité militante au sein de la SFIO, il s'implique dans le courant "Gauche révolutionnaire", menée par Marceau Pivert. Il devient le rédacteur en chef de la revue du courant.
Il soutient alors activement les républicains espagnols, organisant notamment le passage clandestin d'armes vers l'Espagne. Il est, avec la GR, proche du Parti ouvrier d'unification marxiste. 
Membre du Parti socialiste ouvrier et paysan (PSOP) après l'exclusion de la GR au congrès de Royan (1938), il est désigné comme secrétaire administratif du nouveau parti.
Engagé dans la résistance dès les premiers temps de l'occupation, il est à plusieurs reprises arrêté, notamment il ira à la Prison Montluc en prison militaire de Nontron, ou on séjourné des prisonniers politiques parmi les plus connus sont Yves Péron, Jean Chaintron, Raoul Calas ou Léon Moussinac. Il est acquitté. D'abord proche du Mouvement national révolutionnaire, il s'en détache rapidement pour participer aux réseaux du Front national, puis de Ceux de la résistance.
À la Libération, il adhère au Parti communiste français, mais n'y reste que quelques mois, avant de s'impliquer principalement dans l'action syndicale, au sein de la CGT, à partir de 1949.
On le retrouve ensuite dans diverses organisation de la "nouvelle gauche" des années 1950 : Mouvement de Libération du Peuple en 1955, puis Union de la gauche socialiste (UGS) et Parti socialiste unifié (PSU).